# Assassinato de Josenildo Belarmino de Moura Júnior
Josenildo Belarmino de Moura Júnior, delegado de Polícia Civil do Estado de São Paulo de 32 anos de idade, foi assassinado em 14 de janeiro de 2025, na zona sul da cidade de São Paulo. Natural de Chã Grande, Pernambuco, ele estava há menos de um ano na Polícia Civil paulista e havia sido recentemente aprovado em concurso para delegado em seu estado natal, planejando retornar em breve.

## Assassinato
Na manhã do crime, por volta das 11h, Josenildo caminhava pela Rua Amaro Guerra, na Chácara Santo Antônio, trajando roupas casuais, quando foi abordado por um homem em uma motocicleta que simulava ser entregador de aplicativo. O criminoso, ao perceber que a vítima estava armada, efetuou um disparo que atingiu o delegado nas costas, levando-o a óbito no local.

## Investigações e prisões
As investigações iniciais apontaram para um latrocínio (roubo seguido de morte). Em 28 de janeiro de 2025, a Polícia Civil realizou uma operação na comunidade de Paraisópolis, na zona sul de São Paulo, que resultou na prisão do principal suspeito do crime, além de outros dois homens investigados como cúmplices.
Posteriormente, as autoridades identificaram Suedna Barbosa Carneiro, conhecida como "Mainha do Crime", como possível mandante do assassinato. Suedna foi presa em 18 de fevereiro de 2025, sendo apontada como líder de uma quadrilha responsável por diversos roubos na região, incluindo o que vitimou o delegado Josenildo e o ciclista Vitor Felisberto Medrado.
Em 26 de fevereiro de 2025, dois integrantes da quadrilha que matou o delegado foram presos após tentarem roubar um homem na noite anterior, em Santo Amaro, zona sul de São Paulo. Os dois jovens presos tentaram roubar o celular de um homem que passava pela calçada com a filha, mas foram surpreendidos pelo policial militar aposentado Edson Pochini. A Polícia apreendeu uma arma de fogo, munições, as motocicletas com placas adulteradas e celulares. O caso foi registrado como roubo, adulteração de sinal identificador de veículo automotor e tentativa de homicídio no 11º DP, além do cumprimento de prisão temporária. Os suspeitos presos são Lucas Batista de Oliveira e Gustavo Abreu Campos, ambos com mandados de prisão em aberto pela participação na execução do delegado Belarmino. Victor Gonzaga Caetano, de 20 anos, também identificado como integrante da quadrilha e responsável pela execução que matou o delegado - segue foragido. Segundo a Secretaria de Segurança Pública (SSP), a polícia realiza diligências para localizá-lo.

## Repercussão
A morte do delegado gerou grande comoção entre colegas e na comunidade local. Moradores da Chácara Santo Antônio realizaram protestos pedindo por mais segurança na região e cobrando a resolução do caso.
O corpo de Josenildo foi velado na Academia de Polícia de São Paulo e, posteriormente, trasladado para sua cidade natal, Chã Grande, onde foi sepultado.